# Arcidiocesi di Mérida-Badajoz

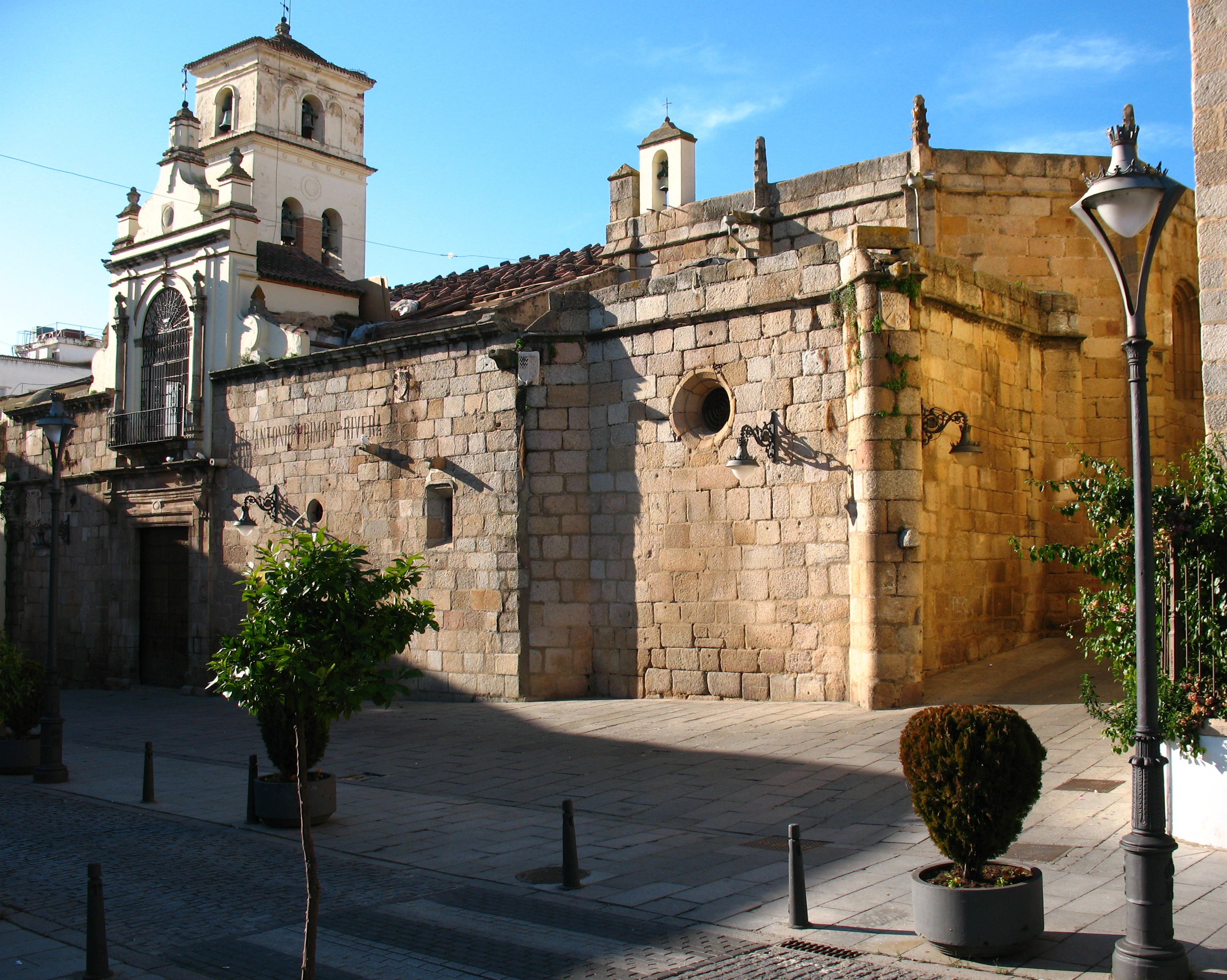
La concattedrale di Santa Maria Maggiore a Mérida.

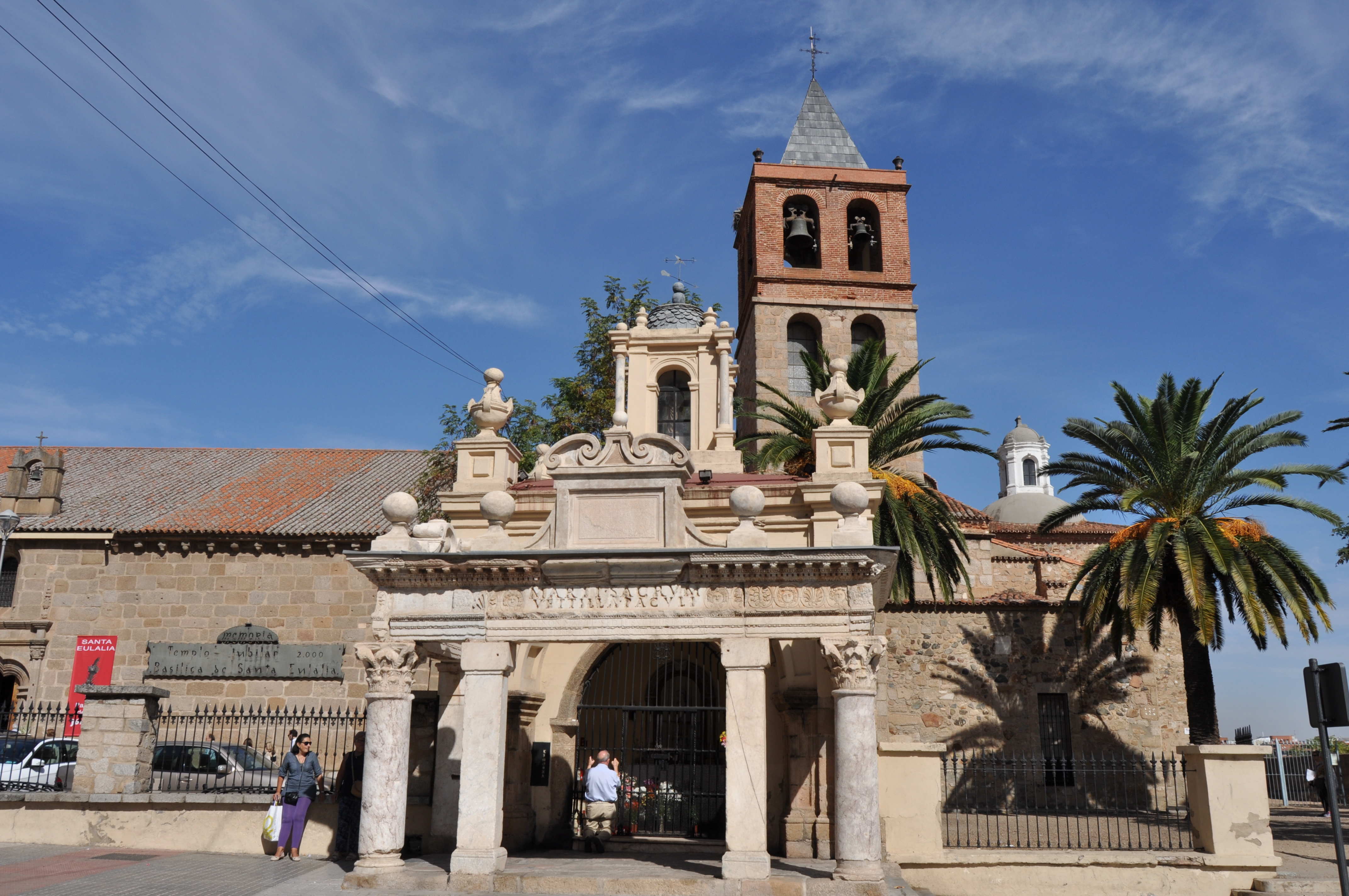
La basilica minore di Sant'Eulalia a Mérida.

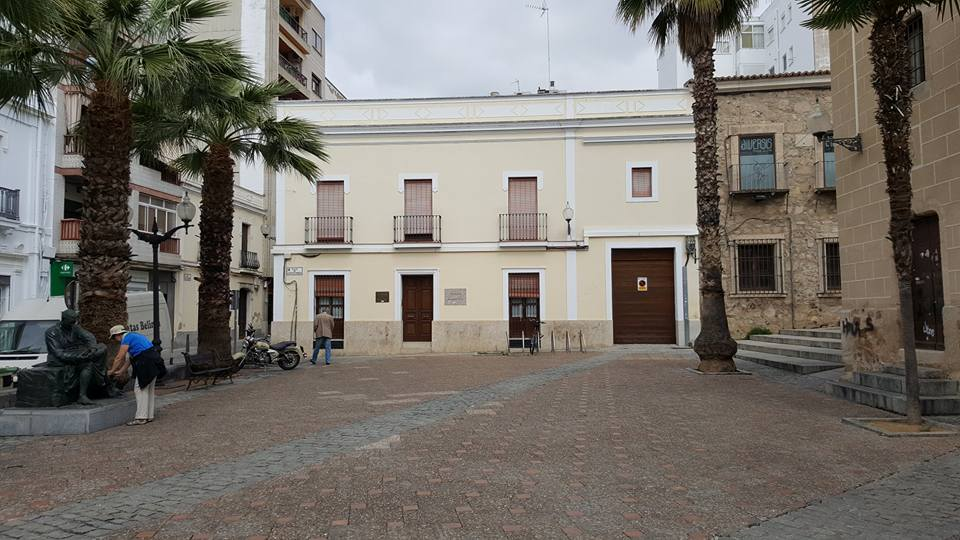
La sede degli arcivescovi.

L'arcidiocesi di Mérida-Badajoz (in latino Archidioecesis Emeritensis Augustana-Pacensis) è una sede metropolitana della Chiesa cattolica in Spagna. Nel 2023 contava 573.210 battezzati su 598.500 abitanti. È retta dall'arcivescovo José Rodríguez Carballo, O.F.M.
Il patrono dell'arcidiocesi è san Giovanni Battista.

## Territorio
L'arcidiocesi comprende tutta la provincia di Badajoz, ad eccezione di un lembo nord-orientale.
Sede arcivescovile è la città di Badajoz, dove si trova la cattedrale di San Giovanni Battista. A Mérida sorgono la concattedrale di Santa Maria Maggiore e la basilica minore di Sant'Eulalia.

### Vicariati e arcipresbierati
Il territorio si estende su 17.405 km² ed è suddiviso in 202 parrocchie, raggruppate in 17 arcipresbiterati, a loro volta raggruppati in 5 vicariati.
- Vicariato di Badajoz città, che comprende gli arcipresbiterati di San Fernando, San Juan Bautista e San Juan de Ribera
- Vicariato de las Vegas Bajas-Sierra de San Pedro, che comprende gli arcipresbiterati di Alburquerque, Calamonte e Montijo
- Vicariato di Mérida-Tierra de Barros, che comprende gli arcipresbiterati di Almendralejo, Mérida e Villafranca de los Barros
- Vicariato di de La Serena y La Campiña Sur, che comprende gli arcipresbiterati di Castuera-Zalamea de la Serena, Llerena e Villanueva de la Serena
- Vicariato di de Sierra Sur-Raya de Portugal, che comprende gli arcipresbiterati di Fregenal de la Sierra, Fuente de Cantos, Jerez de los Caballeros, Olivenza e Zafra.

### Provincia ecclesiastica
La provincia ecclesiastica di Mérida-Badajoz, istituita nel 1994, comprende due suffraganee:
- diocesi di Coria-Cáceres,
- diocesi di Plasencia.

## Storia
Augusta Emerita, l'odierna città spagnola di Mérida, in epoca romana era la capitale della provincia della Lusitania. Il cristianesimo si affermò ben presto come pure le prime strutture ecclesiastiche. Il primo vescovo noto della diocesi di Augusta Emerita è Marziale, il cui nome appare in una lettera di Cipriano di Cartagine della metà del III secolo.
In quanto capitale della provincia romana lusitana, Augusta Emerita divenne ben presto, probabilmente a partire dal IV secolo, sede metropolitana ecclesiastica: il primo prelato che portò il titolo di metropolita è stato Fiorenzo. Dalla provincia ecclesiastica emeritense dipendevano dodici diocesi suffraganee: Abila, Caliabria, Coria, Conimbriga, Ebora, Egitania, Lamego, Olisipo, Ossonoba, Pace, Salamanca e Viseu.
Tra gli arcivescovi di Augusta Emerita, si ricordano in particolare: Idacio, fine del IV secolo, come ebbe tanta parte nell'avversare l'eresia priscillianista; e Mausona, che lottò contro l'arianesimo e nel III Concilio di Toledo del 589 favorì la conversione del re goto Recaredo dall'arianesimo all'ortodossia cattolica.
Sono tre i concili provinciali che si celebrarono ad Augusta Emerita, ma di uno solo di questi sono giunti fino a noi gli atti, e cioè il concilio del 666. Gli altri due concili sono noti per via indiretta; il primo si celebrò probabilmente dopo il 325 e prima del concilio di Toledo del 400; il secondo ebbe luogo poco dopo il 650.
Nel 714 Mérida fu conquistata dagli arabi, ma la successione episcopale fu probabilmente mantenuta, visto che nell'862 si trova indicato il nome di Arnulfo. Nel 1120 papa Callisto II istituì la metropolia di Santiago di Compostela, che ereditò i diritti metropolitici dell'antica sede di Mérida.
Attorno all'875 fu fondata da Ibn Marwan la città araba di Badajoz, popolata da molti fuoriusciti, sia musulmani che cristiani, venuti da Mérida. Secondo storici recenti, nella nuova città di Badajoz si operò un fatto unico nella Spagna mozarabica, ossia la creazione di una diocesi ex novo, che le fonti arabe menzionano come la tredicesima della provincia ecclesiastica di Mérida. Gli stessi storici non escludono che l'arcivescovo di Mérida abbia trasferito la sua sede a Badajoz, essendo Mérida divenuta oramai insicura per le continue lotte interne del califfato arabo e per le guerre contro i cristiani del nord. Sono noti i nomi di tre vescovi di questa diocesi: Teudocuto (904), Julio (932) e Daniel (1000), che probabilmente governavano una piccola comunità cristiana in un contesto a maggioranza musulmano. Dopo il X secolo non si conosce più nulla di questa primitiva diocesi di Badajoz.
Nel 1228 Badajoz fu riconquistata da Alfonso IX di León, con l'aiuto preponderante degli ordini militari cavallereschi di Santiago e di Alcántara. Questi acquisirono in cambio ampi possedimenti, che ottennero ben presto l'esenzione ecclesiastica, costituendosi nel tempo come vere e proprie diocesi nullius, indipendenti dall'autorità dei vescovi locali, nella fattispecie dei vescovi di Badajoz; questo determinò continui conflitti di giurisdizione e competenza, che si protrassero fino all'Ottocento.
Il 29 ottobre 1230 papa Gregorio IX scrisse all'arcivescovo di Santiago di Compostela per invitarlo a ricostituire le due diocesi nei territori recentemente sottratti agli Arabi, ossia le sedi di Mérida e di Badajoz. In realtà, i territori di competenza degli arcivescovi di Mérida furono concessi, tramite privilegi confermati in seguito dai papi, ai priori degli ordini militari. Anche la ricostituzione della diocesi mozarabica di Badajoz incontrò delle difficoltà, se è vero che il primo vescovo noto, Pedro Pérez, appare per la prima volta solo nel 1255, venticinque anni dopo la lettera di Gregorio IX.
Fin dalla sua fondazione, la diocesi assunse il nome ecclesiastico di dioecesis Pacensis, per l'errata convinzione che Badajoz corrispondesse all'antica città romana di Pax Iulia, che in epoca visigotica aveva assunto il nome di Pace. Oggi non ci sono più dubbi sul fatto che la civitas Pacensis corrisponda in realtà alla portoghese Beja, a circa 160 km da Badajoz.
I primi vescovi organizzarono la nuova diocesi, entrando spesso in conflitto con gli ordini militari, istituirono il capitolo dei canonici e dettero avvio alla costruzione della cattedrale. La diocesi fu divisa in due arcipreture, Alburquerque e La Parra, e cinque vicariati: Fregenal, Burguillos, Barcarrota, Jerez de los Caballeros e Olivenza, sostituita quest'ultima da Villagarcía nel Quattrocento. Alcune parrocchie, appartenenti oggi al Portogallo, fecero parte inizialmente della diocesi e furono in seguito cedute.
Come consuetudine i vescovi erano eletti dal capitolo della cattedrale e confermati dal metropolita di Santiago di Compostela, di cui la diocesi era suffraganea. Bernardo fu il primo vescovo nominato dalla Santa Sede nel 1300; Gómez Suárez de Figueroa invece fu l'ultimo vescovo eletto dal capitolo nel 1480, prerogativa che da questo momento fu assegnata ai re spagnoli.
Al tempo dello Scisma d'Occidente Olivenza si rese indipendente dalla diocesi e nel 1444 fu aggregata alla diocesi di Ceuta. Il 18 dicembre 1475 papa Sisto IV unì Olivenza all'arcidiocesi di Braga, ma in virtù di un contratto tra il vescovo di Ceuta e l'arcivescovo di Braga del 20 settembre 1512, confermato da papa Leone X il 25 giugno 1513, Olivenza fu riunita alla diocesi di Ceuta in cambio della cessione a Braga di Valença, fino a quando, il 9 giugno 1570, la regione di Olivenza fu annessa alla nuova diocesi di Elvas.
Il 3 maggio 1664 fu istituito il seminario diocesano, dedicato a sant'Attone, di cui nel 1754 si inaugurò il nuovo edificio.
Nel 1873 la bolla Quo gravius di papa Pio IX sottraeva all'amministrazione degli ordini militari di Santiago e di Alcántara ampi territori e li aggregava a quelli della diocesi, che fino ad allora aveva avuto proporzioni territoriali modeste. Con questa decisione il pontefice dette attuazione ai provvedimenti del concordato del 1851, che erano rimasti lettera morta per l'opposizione degli ordini militari. Fu in questa occasione che l'antica città di Mérida entrò a far parte a pieno titolo della diocesi di Badajoz; contestualmente la diocesi divenne suffraganea dell'arcidiocesi di Siviglia.
In seguito al concordato del 1953, nel 1958 i confini territoriali furono modificati: la diocesi acquisì l'arcipresbiterato di Castuera dalla diocesi di Cordova e le parrocchie di San Vicente de Alcántara e di Puebla de Obando dalla diocesi di Coria-Cáceres; ed insieme cedette alla medesima diocesi di Coria-Cáceres l'arcipresbiterato di Montánchez.
Il 28 luglio 1994 la diocesi è stata elevata al rango di arcidiocesi metropolitana con la bolla Universae Ecclesiae di papa Giovanni Paolo II; contestualmente la chiesa di Santa María la Mayor di Mérida è stata assunta al rango di concattedrale e l'arcidiocesi ha preso il nome attuale, a ricordo dell'antica sede metropolitana di epoca romana e visigotica.
Tra il 1969 e il 1994 era esistita la sede titolare di Mérida Augusta.

## Cronotassi dei vescovi
Si omettono i periodi di sede vacante non superiori ai 2 anni o non storicamente accertati.

### Arcivescovi di Augusta Emerita
- Marziale † (menzionato nel 252 circa)
- Felice † (dopo il 252)
- Liberio † (fine III secolo - dopo il 314)
- Fiorenzo † (prima del 347 circa - circa 357 deceduto)
- Idazio † (menzionato nel 380)
- Patruino † (menzionato nel 400)[9]
- Gregorio † (menzionato nel 408/409 circa)[9]
- Antonino † (prima del 445 - dopo il 448)[9]
- Zenone † (menzionato nel 483)[10]
- San Paolo † (circa 530 - circa 560)
- San Fedele † (circa 560 - circa 571)[11]
- San Masona † (prima del 573 - dopo febbraio 606)[12]
- Sant'Innocenzo † (menzionato nel 610)
- San Renovato †
- Stefano I † (menzionato nel 633)
- Oronzo † (prima del 638 - dopo il 661)[13]
- Proficio † (menzionato nel 666)
- Festo † (menzionato nel 672 circa)
- Stefano II † (prima del 681 - dopo il 684)
- Massimo † (prima del 688 - dopo il 693)
- Arnulfo † (prima dell'839 - dopo l'862)

### Vescovi di Badajoz
- Teudocuto † (menzionato nel 904)
- Julio † (menzionato nel 932)
- Daniel † (menzionato nel 1000)
- Pedro Pérez, O.F.M. † (prima del 22 marzo 1255 -marzo/aprile 1266 deceduto)[14]
- Lorenzo Suárez, O.M.Alc. † (prima di aprile 1267 - dopo gennaio 1280 deceduto)[15]
- Gil Domínguez † (prima di dicembre 1281 - prima del 20 maggio 1299 deceduto)[16][17]
  - Juan † (menzionato nel 1286) (intruso)
  - Alfonso † (menzionato nel 1287) (intruso)
- Bernardo † (13 giugno 1300 - dopo marzo 1306 deceduto)[18]
  - Pietro † (?) (vescovo eletto)
- Simón, O.F.M. † (15 luglio 1308 o 1309[19] - 20 luglio 1324 nominato vescovo di Tuy)[20]
- Bernabé † (27 luglio 1324 - 20 ottobre 1329 nominato vescovo di Osma)
- Juan de Morales † (23 ottobre 1329 - 19 gennaio 1335 nominato vescovo di Jaén)
- Fernando Martínez de Ágreda † (19 gennaio 1335 - circa 1340 deceduto)[21]
  - Vicente Estévanez † (31 gennaio 1341[22] - dopo il 1347 deceduto) (vescovo eletto)[23]
- Juan † (25 maggio 1349 - dopo il 6 gennaio 1353 deceduto)
- Alfonso Fernando de Toledo y Vargas, o Alfonso Vargas de Toledo, O.E.S.A. † (13 febbraio 1353 - 25 ottobre 1354 nominato vescovo di Osma).[24].
- Juan García Palomeque † (25 ottobre 1354 - 4 marzo 1373 nominato vescovo di Osma)
- Fernando Sánchez † (4 marzo 1373 - dopo il 15 marzo 1378 deceduto)[25]
- Fernando Suárez de Figueroa † (prima di giugno 1379 - 1402 o 1403 deceduto)[26]
  - Pedro (Tenorio ?) † (31 ottobre 1390 - dopo il 1409)[27]
- Gonzalo de Alba, O.P. † (14 marzo 1407 - 26 novembre 1408 nominato vescovo di Salamanca)
- Diego Badán, O.F.M. † (11 settembre 1409 - 18 dicembre 1415 nominato vescovo di Cartagena)
- Juan Rodríguez Villalón † (18 dicembre 1415 - 16 marzo 1418 nominato vescovo di León)
- Juan de Morales, O.P. † (13 aprile 1418 - dopo giugno 1443 deceduto)[28]
- Lorenzo Suárez de Figueroa † (16 marzo 1444 - 1459/1461 deceduto)[29]
- Pedro de Silva y Tenorio, O.P. † (19 ottobre 1461 - 20 gennaio 1479 deceduto)
  - Giovanni d'Aragona † (20 gennaio 1479 - 14 maggio 1479 dimesso) (amministratore apostolico)
- Gómez Suárez de Figueroa † (14 maggio 1479 - 10 novembre 1485 deceduto)
- Pedro Ximénez de Préxamo † (18 gennaio 1486 - 23 gennaio 1489 nominato vescovo di Coria)
- Bernardino López de Carvajal y Sande † (23 gennaio 1489 - 27 marzo 1493 nominato vescovo di Cartagena)
- Juan Ruiz de Medina † (27 marzo 1493 - 20 febbraio 1495 nominato vescovo di Cartagena)
- Juan Rodríguez de Fonseca † (20 febbraio 1495 - 6 settembre 1499 nominato vescovo di Cordova)
- Alfonso Manrique de Lara † (6 settembre 1499 - 18 agosto 1516 nominato vescovo di Cordova)
- Pedro Ruiz de la Mota, O.S.B. † (22 agosto 1516 - 4 luglio 1520 nominato vescovo di Palencia)
  - Christopher Bainbridge † (4 luglio 1520 - 20 febbraio 1521 dimesso) (amministratore apostolico)
- Bernardo de Mesa, O.P. † (20 febbraio 1521 - 1524 deceduto)
- Pedro Gómez Sarmiento de Villandrando † (26 ottobre 1524 - 3 luglio 1525 nominato vescovo di Palencia)
- Pedro González Manso † (3 luglio 1525 - 13 marzo 1532 nominato vescovo di Osma)
- Jerónimo Suárez Maldonado † (20 marzo 1532 - 18 settembre 1545 deceduto)
- Francisco de Navarra y Hualde † (14 dicembre 1545 - 4 maggio 1556 nominato arcivescovo di Valencia)
- Cristóbal Rojas Sandoval † (4 maggio 1556 - 27 maggio 1562 nominato vescovo di Cordova)
- San Giovanni de Ribera † (27 maggio 1562 - 3 dicembre 1568 nominato arcivescovo di Valencia)
- Diego de Simancas † (3 dicembre 1568 - 13 giugno 1578 nominato vescovo di Zamora)
- Diego Gómez de Lamadrid, O.SS.T. † (13 giugno 1578 - 15 agosto 1601 deceduto)
- Andrés Fernández de Córdoba y Carvajal † (7 ottobre 1602 - 9 luglio 1611 deceduto)
- Juan Beltrán Guevara y Figueroa † (28 novembre 1611 - 12 gennaio 1615 nominato arcivescovo di Santiago di Compostela)
- Cristóbal Lobera Torres † (16 novembre 1615 - 9 luglio 1618 nominato vescovo di Osma)
- Pedro Fernández Zorrilla, O.S.B. † (23 luglio 1618 - 14 giugno 1627 nominato vescovo di Pamplona)
- Juan Roco Campofrío † (5 luglio 1627 - 8 marzo 1632 nominato vescovo di Coria)
  - Sede vacante (1632-1635)
- Gabriel Ortiz Sotomayor † (3 dicembre 1635 - 17 aprile 1640 deceduto)
- José Valle de la Cerda, O.S.B. † (17 dicembre 1640 - 22 ottobre 1644 deceduto)
- Ángel Manrique, O.Cist. † (12 giugno 1645 - 28 febbraio 1649 deceduto)
- Diego López de la Vega † (23 agosto 1649 - 28 gennaio 1658 nominato vescovo di Coria)
- Diego del Castillo y Artigas † (25 febbraio 1658 - 22 settembre 1658 deceduto)
- Gabriel de Esparza Pérez † (27 gennaio 1659 - 13 marzo 1662 nominato vescovo di Salamanca)
- Jerónimo Rodríguez de Valderas, O. de M. † (17 aprile 1662 - 9 aprile 1668 nominato vescovo di Jaén)
- Francisco de Rois y Mendoza, O.Cist. † (14 maggio 1668 - 29 maggio 1673 nominato arcivescovo di Granada)
- Francisco de Lara † (26 giugno 1673 - 23 ottobre 1675 deceduto)[30]
- Agustín Antolínez, O.S.A. † (16 dicembre 1675 - 17 luglio 1677 deceduto)[31]
- Juan Herrero Jaraba † (8 novembre 1677 - 17 marzo 1681 nominato vescovo di Plasencia)
- Juan Marín y Rodezno † (28 aprile 1681 - 12 gennaio 1706 deceduto)
  - Alfonso Rozado † (19 luglio 1706 - 1706 deceduto) (vescovo eletto)
- Francisco Valero Losa † (7 novembre 1707 - 18 marzo 1715 nominato arcivescovo di Toledo)
- Pedro Francisco Levanto Vivaldo † (8 luglio 1715 - 2 febbraio 1729 deceduto)
- Amador Merino Malaguilla † (8 febbraio 1730 - 29 gennaio 1755 deceduto)
- Manuel Pérez Minayo † (21 luglio 1755 - 28 novembre 1779 deceduto)
- Santiago Palmero † (11 dicembre 1780 - 10 dicembre 1781 deceduto)
- Alonso de Solís Marroquín y Gragera, O.S.Iacobi † (17 febbraio 1783 - 8 febbraio 1797 deceduto)
- Gabriel Álvarez Faria † (18 dicembre 1797 - 11 aprile 1802 deceduto)
- Mateo Delgado y Moreno † (9 agosto 1802 - 16 febbraio 1841 deceduto)
  - Sede vacante (1841-1847)
- Francisco Javier Rodríguez y Obregón † (17 dicembre 1847 - 4 gennaio 1853 deceduto)
- Manuel García Gil, O.P. † (22 dicembre 1853 - 23 dicembre 1858 nominato arcivescovo di Saragozza)
- Diego Mariano Alguacil y Rodríguez † (23 dicembre 1858 - 23 dicembre 1861 nominato vescovo di Vitoria)
- Pantaleón Montserrat y Navarro † (7 aprile 1862 - 1º ottobre 1863 nominato vescovo di Barcellona)
- Joaquín Hernández y Herrero † (21 dicembre 1863 - 25 settembre 1865 nominato vescovo di Segorbe)
- Fernando Ramírez y Vázquez † (25 settembre 1865 - 14 novembre 1890 deceduto)
- Francisco Sáenz de Urturi y Crespo, O.F.M.Obs. † (1º giugno 1891 - 21 maggio 1894 nominato arcivescovo di Santiago di Cuba)
- Ramón Torrijos y Gómez † (21 maggio 1894 - 16 gennaio 1903 deceduto)
- José Hevía y Campomanes, O.P. † (25 giugno 1903 - 2 maggio 1904 deceduto)
- Félix Soto y Mancera † (14 novembre 1904 - 31 gennaio 1910 deceduto)
  - Sede vacante (1910-1913)
- Adolfo Pérez y Muñoz † (18 luglio 1913 - 11 luglio 1920 nominato vescovo di Cordova)
- Ramón Pérez y Rodríguez † (31 agosto 1920 - 7 gennaio 1929 nominato vescovo dell'Ordinariato militare in Spagna)
- José María Alcaráz y Alenda † (13 marzo 1930 - 22 luglio 1971 deceduto)
- Doroteo Fernández y Fernández † (22 luglio 1971 succeduto - 15 gennaio 1979 dimesso)
- Antonio Montero Moreno † (3 maggio 1980 - 28 luglio 1994 nominato arcivescovo di Mérida-Badajoz)

### Arcivescovi di Mérida-Badajoz
- Antonio Montero Moreno † (28 luglio 1994 - 9 luglio 2004 ritirato)
- Santiago García Aracil † (9 luglio 2004 - 21 maggio 2015 ritirato)
- Celso Morga Iruzubieta (21 maggio 2015 succeduto - 29 giugno 2024 ritirato)
- José Rodríguez Carballo, O.F.M., succeduto il 29 giugno 2024

## Statistiche
L'arcidiocesi nel 2023 su una popolazione di 598.500 persone contava 573.210 battezzati, corrispondenti al 95,8% del totale.
| anno | popolazione | popolazione | popolazione | presbiteri | presbiteri | presbiteri | presbiteri                | diaconi | religiosi | religiosi | parrocchie |
| anno | battezzati  | totale      | %           | numero     | secolari   | regolari   | battezzati per presbitero | diaconi | uomini    | donne     | parrocchie |
| ---- | ----------- | ----------- | ----------- | ---------- | ---------- | ---------- | ------------------------- | ------- | --------- | --------- | ---------- |
| 1950 | 687.000     | 687.000     | 100,0       | 320        | 245        | 75         | 2.146                     |         | 211       | 649       | 151        |
| 1959 | 765.397     | 765.397     | 100,0       | 385        | 305        | 80         | 1.988                     |         | 225       | 710       | 182        |
| 1970 | 650.000     | 650.187     | 100,0       | 436        | 351        | 85         | 1.490                     |         | 158       | 1.013     | 216        |
| 1980 | 594.697     | 597.495     | 99,5        | 370        | 305        | 65         | 1.607                     |         | 95        | 879       | 216        |
| 1990 | 600.239     | 600.544     | 99,9        | 362        | 294        | 68         | 1.658                     |         | 94        | 920       | 210        |
| 1999 | 623.953     | 626.875     | 99,5        | 350        | 283        | 67         | 1.782                     |         | 93        | 907       | 215        |
| 2000 | 584.201     | 587.123     | 99,5        | 344        | 277        | 67         | 1.698                     |         | 93        | 907       | 216        |
| 2001 | 583.411     | 586.343     | 99,5        | 340        | 273        | 67         | 1.715                     |         | 93        | 913       | 216        |
| 2002 | 583.751     | 586.728     | 99,5        | 327        | 276        | 51         | 1.785                     |         | 64        | 906       | 217        |
| 2003 | 575.661     | 578.638     | 99,5        | 327        | 271        | 56         | 1.760                     |         | 79        | 858       | 218        |
| 2004 | 581.414     | 585.290     | 99,3        | 327        | 271        | 56         | 1.778                     |         | 79        | 814       | 218        |
| 2013 | 588.100     | 597.300     | 98,5        | 311        | 271        | 40         | 1.890                     |         | 47        | 590       | 217        |
| 2016 | 543.843     | 604.292     | 90,0        | 299        | 257        | 42         | 1.818                     |         | 49        | 561       | 205        |
| 2019 | 543.900     | 605.750     | 89,8        | 280        | 238        | 42         | 1.942                     |         | 47        | 564       | 202        |
| 2021 | 579.495     | 603.640     | 96,0        | 216        | 216        |            | 2.682                     |         | 5         | 535       | 202        |
| 2023 | 573.210     | 598.500     | 95,8        | 215        | 215        |            | 2.666                     |         | 5         | 476       | 202        |